# ویرجیل گریفیت
ویرجیل گریفیت (به انگلیسی: Virgil Griffith) (زاده ۱۹۸۳) همچنین با نام شاعر رومی نیز شناخته می‌شود، یک مهندس کامپیوترمهندسی کامپیوتر آمریکایی است که یکی از فعالیت‌های وی ساخت ویکی اسکنر است. او همچنین به عنوان یکی از همکاران اصلی پروژه رمز ارز آتریوم شناخته می‌شود. در سال ۲۰۱۹ به دلیل آموزش استفاده اتریوم برای انتقال آتریوم از کرهٔ شمالی به کره جنوبی دستگیر شد.

## زندگی‌نامه
گریفیت در بیرمنگام، آلباما متولد شد و در نزدیکی توسکالوزا بزرگ شد. وی در سال ۲۰۰۲ از دانشکده ریاضیات و علوم آلاباما فارغ‌التحصیل شدو سپس در دانشگاه آلاباما تحصیل کرد و به تحصیل علوم شناختی پرداخت. او در سال ۲۰۰۴ به دانشگاه ایندیانا منتقل شد اما در اوت سال ۲۰۰۷ به فارغ‌التحصیل لاته از آلباما بازگشت. در سال ۲۰۱۴ گریفیت دکتری خود را دریافت کرد. از مؤسسه فناوری کالیفرنیا تحت کریستوف کخ در سیستم‌های محاسباتی و عصبی. او به عنوان یک پژوهشگر بازدید کننده با مؤسسه سانتا ف وابسته است. گریفیت در هنگام دستگیری در حال تحقیق در مورد عدم پذیرش تابعیت ایالات متحده بود.

## دستگیری
دفتر دادستان ایالات متحده منطقه جنوبی نیویورک اعلام کرد که گریفیت که در مؤسسه آتریوم مشغول به کار شده در روز شکرگذاری در فرودگاه بین‌المللی لس آنجلس دستگیر شده‌است.
یکی از معاونان دادستان کل امنیت ملی آمریکا در بیانیه ای گفت: «گریفیت علی‌رغم دریافت هشدارهایی مبنی بر نرفتن کره شمالی، یکی از بزرگترین دشمنها و مخالفین آمریکا، علی الظاهر به یکی از کنفرانسهای برگزار شده در این کشور سفر کرده و به افراد چگونگی دور زدن تحریمها با استفاده از تکنولوژی بلاکچین را آموخته‌است.»
این شکایت به‌طور خاص به نقض قانون قدرتهای اقتصادی اضطراری بین‌المللی (International Emergency Economic Powers Act) اشاره می‌کند. در این اطلاعیه آمده‌است که گریفیت باید امروز در دادگاهی در لس آنجلس حاضر شود.
گریفت همواره به دنبال ورود ارزهای دیجیتال به کشورهای اسلامی بوده که تلاش خودشش را در این زمینه انجام داده‌است.